# تی-موبایل

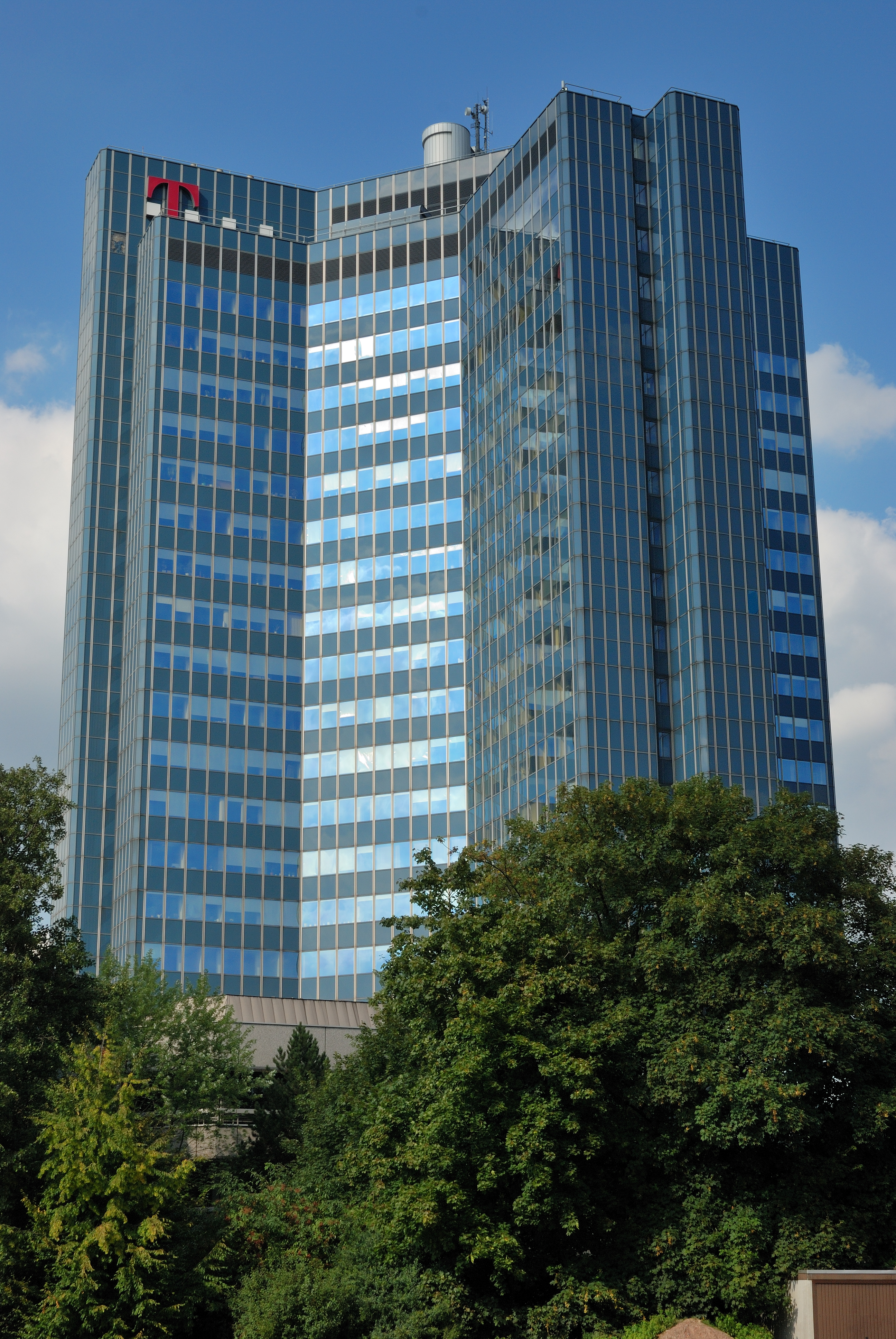
ساختمان اداری تی-موبایل، در شهر دورتموند، آلمان

تی-موبایل (به آلمانی: T-Mobile) شرکت هلدینگ ارائه‌دهنده خدمات تلفن همراه آلمانی و چندملیتی است، که یکی از شرکت‌های تابعه گروه دویچه تلکوم به‌شمار می‌آید.
شرکت تی-موبایل در عمل مالکیت و مدیریت بر شبکه تلفن همراه شرکت دویچه تلکوم را در اختیار دارد و ارائه‌کننده خدمات شبکه جی‌اس‌ام، سامانه جهانی مخابرات سیار، پروژه مشارکتی نسل سوم شبکه تلفن همراه و شبکه سلولی در ۱۱ کشور اروپایی، ایالات متحده آمریکا، کانادا و پورتوریکو می‌باشد.
شرکت تی-موبایل پس از شرکت‌های وودافون، بهارتی ایرتل و تلفونیکا به‌عنوان چهارمین اپراتور چندملیتی موبایل جهان شناخته می‌شود. این شرکت همچنین با در اختیار داشتن شبکه‌ای از ۲۵۰ میلیون مشترک خطوط تلفن همراه، دهمین اپراتور بزرگ موبایل جهان به‌شمار می‌آید.

## تاریخچه

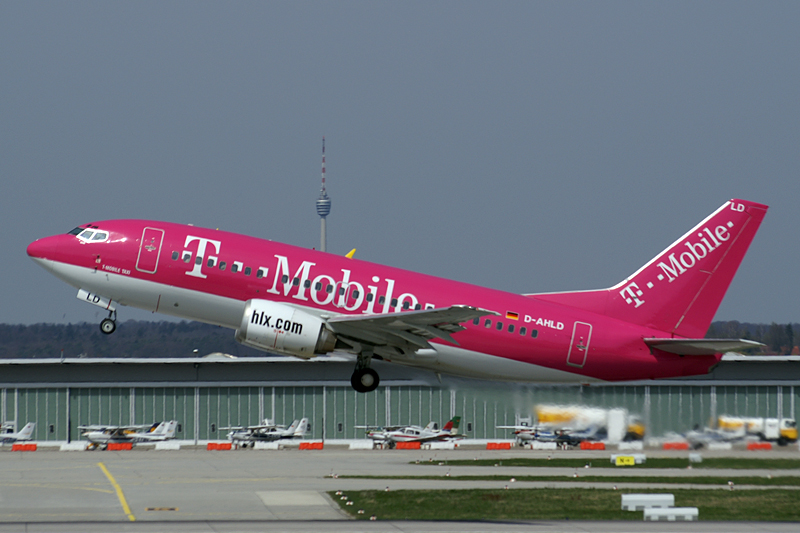
بوئینگ ۷۳۷ متعلق به هواپیمایی لوید اکسپرس، با تبلیغات تی-موبایل، در فرودگاه اشتوتگارت

اولین شرکت ارائه‌دهنده خدمات تلفن همراه در آلمان، توسط شرکت دولتی پست این کشور، دویچه باندزپست (Deutsche Bundespost) تأسیس شد. این شرکت، سی-تل (C-Tel) نام داشت و در آغاز کار شبکه، از سیستم آنالوگ رادیوتلفن، برای شبکه تلفن همراه خود، استفاده می‌نمود. سپس در سال ۱۹۸۵ آن را به شبکه موبایل آنالوگ نسل اول تغییر داد، که در واقع اولین شبکه واقعی تلفن همراه، در کشور آلمان محسوب می‌شد.
در تاریخ ۱ ژوئیه ۱۹۸۹ آلمان غربی بار دیگر، شرکت دویچه باندزپست را، احیا نمود و بخش جدیدی نیز، برای مدیریت بر فعالیت‌های تلفن همراه، تحت نام دویچه باندزپست تلکام را، به آن شرکت اضافه نمود. سپس در تاریخ ۱ ژوئیه ۱۹۹۲ اولین شبکه جی‌اس‌ام در فرکانس ۹۰۰ مگاهرتز، راه‌اندازی شد. این شبکه به شرکت تابعه دی۱ سپرده شد. (بعدها شرکت دی۱ به وودافون آلمان و دی۲ به تی-موبایل تغییر نام دادند...)
در سال ۱۹۹۵ دویچه باندزپست تلکوم؛ به دویچه تلکوم تغییر نام داد، یک سال بعد، در ۱۹۹۶ فرایند خصوصی‌سازی دویچه تلکوم آغاز شد، که در همان سال٬ بخش ارائه خدمات موبایل آن، ابتدا به دی‌تی‌موبایل (DeTeMobil) و سپس به تی-موبایل (T-Mobile) تغییر نام داد.
شرکت تی-موبایل امروزه پس از قریب به دو دهه فعالیت در عرصه ارتباطات سیار، با در اختیار داشتن شبکه‌ای از ۲۵۰ میلیون مشترک خطوط تلفن همراه در سرتاسر جهان، به‌عنوان دهمین اپراتور بزرگ تلفن همراه جهان شناخته می‌شود. این شرکت همچنین با دارا بودن بیش از ۳۸ میلیون مشترک تلفن همراه در آلمان، به‌عنوان بزرگترین ارائه‌کننده خدمات تلفن همراه این کشور محسوب می‌شود.

## حوزه فعالیت

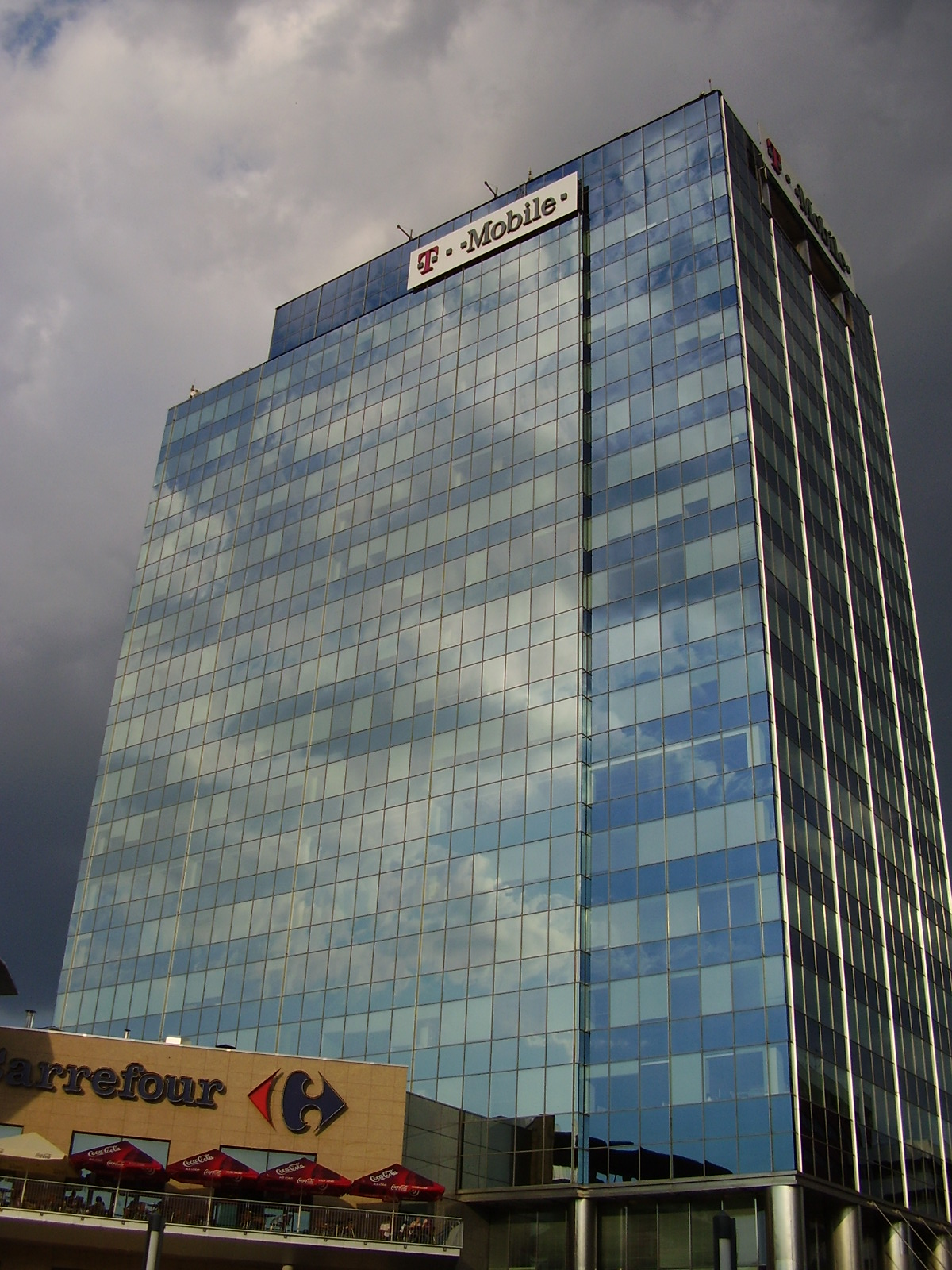
برج میلنیوم، واقع در شهر براتیسلاوا، ساختمان اداری تی-موبایل اسلواکی

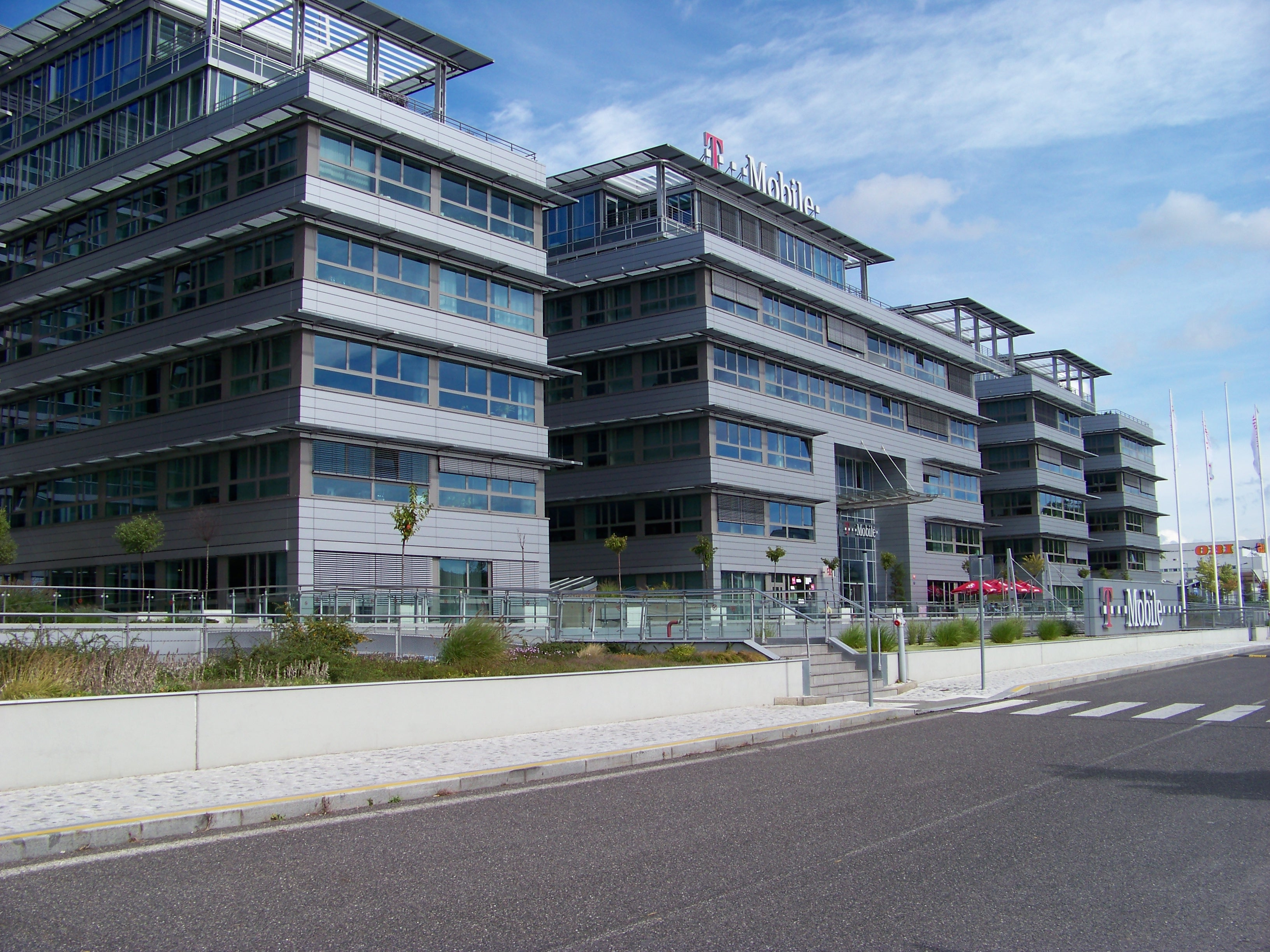
ساختمان مرکزی تی-موبایل جمهوری چک، واقع در شهر پراگ

ساختمان مرکزی شرکت تی-موبایل، در شهر بن، آلمان قرار دارد. شرکت‌های فرعی تی-موبایل خدمات جی‌اس‌ام، یوتی‌ام‌اس و ال‌تی‌ای، مبتنی بر شبکه‌های تلفن همراه را در اروپا، ایالات متحده، پورتوریکو و جزایر ویرجین ایالات متحده ارائه می‌نمایند.
این شرکت دارای سهام در اپراتورهای تلفن همراه مستقر در اروپای مرکزی و شرقی نیز می‌باشد. تی-موبایل در حال حاضر در ۱۱ کشور اروپایی دارای شعبه است، که این کشورها، عبارتند از:
- اتریش
- اسلواکی
- آلمان
- بریتانیا
- جمهوری چک
- کرواسی
- لهستان
- مجارستان
- مقدونیه شمالی
- مونته‌نگرو
- هلند

شعب تی-موبایل در خارج از اروپا:
- ایالات متحده آمریکا
- پورتوریکو

در حال حاضر، شبکه مخابراتی تی-موبایل و شرکت‌های زیرمجموعه آن، در سطح جهان، بیش از ۲۵۰ میلیون مشترک دارند.

## آمار
شرکت تی-موبایل، از نظر میزان درآمد سالیانه، سومین شرکت بزرگ ارائه‌دهنده خدمات تلفن همراه در جهان می‌باشد، همچنین در میان اپراتورهای موبایل چندملیتی، پس از شرکت بریتانیایی وودافون، شرکت اسپانیایی تلفونیکا و اپراتور هندی بهارتی ایرتل، عنوان چهارم را دارا می‌باشد.

## تی-موبایل یواس
تی-موبایل یواس اپراتور موبایل آلمانی است، که در زمینه ارائه خدمات خطوط تلفن همراه، مخابرات بی‌سیم، شبکه‌های سلولی، شبکه تلفن همراه نسل سوم، شبکه تلفن همراه نسل چهارم و شبکه‌های بی‌سیم پهن‌باند فعالیت می‌نماید.
ریشه‌های تأسیس این شرکت به سال ۱۹۹۴ بازمی‌گردد، که شرکت وویس‌استریم وایرلس (به انگلیسی: VoiceStream Wireless) به‌عنوان یک شرکت تابعه از کمپانی وسترن وایرلس کورپوریشن، راه‌اندازی شد. در سال ۲۰۰۱ شرکت وویس‌استریم وایرلس توسط کمپانی دویچه تلکوم به ارزش ۳۵ میلیارد دلار خریداری شد. در اواخر سال ۲۰۰۱ دویچه تلکوم اقدام به خریداری شرکت پاورتل، به قیمت ۲۴ میلیارد دلار نمود. سپس در سال ۲۰۰۲ هر دو شرکت را در یکدیگر ادغام کرد، که در پی آن، شرکت تی-موبایل یواس، به‌عنوان شعبه ایالات متحده آمریکا شرکت تی-موبایل تأسیس گردید.
دفتر مرکزی این شرکت در شهر بلویو، ایالت واشینگتن قرار دارد و سهام آن در بازار بورس نیویورک معامله می‌شود.

## مگیار تلکام
مگیار تلکام، بزرگترین شرکت مخابراتی مجارستان است. این شرکت، تا پیش از سال ۱۹۹۳ که توسط دویچه تلکوم خریداری شد، سهام آن به‌طور کامل، در انحصار دولت مجارستان قرار داشت. این شرکت هم‌اکنون زیرمجموعه‌ای از شرکت تی-موبایل محسوب می‌شود.

## تلکوم صربستان
تلکوم صربستان، شرکت مخابراتی صربستانی است، که دفتر مرکزی آن، در شهر بلگراد، صربستان قرار دارد.
این شرکت در زمینه ارائه خدمات اینترنت، خطوط تلفن ثابت و شبکه تلفن همراه در کشورهای صربستان، بوسنی و هرزگوین و مونته‌نگرو فعالیت می‌نماید.
بزرگترین سهام‌داران شرکت تلکوم صربستان، شرکت تلکام ایتالیا با ۵۱٪ درصد و شرکت مخابرات یونانی اوتی‌ای با ۲۹٪ درصد سهام می‌باشند.

## اوتی‌ای
اوتی‌ای، شرکت مخابراتی یونانی است، که در زمینه ارائه خدمات اینترنت، خطوط تلفن ثابت، تلویزیون دیجیتال، فناوری اطلاعات و شبکه تلفن همراه فعالیت می‌نماید.
شمار کارکنان شرکت اوتی‌ای بیش از ۳۰ هزار نفر بوده، که در چهار کشور اروپایی فعالیت می‌کنند، همچنین انحصار بازار مخابرات را در کشور یونان، در دست دارد.
دفتر مرکزی این شرکت در شهر ماروسی، یونان قرار دارد و سهام آن در بازار بورس آتن و بورس لندن معامله می‌شود. بزرگترین سهام‌دار این شرکت، دویچه تلکوم است.